# Galaxie de Maisie
La galaxie de Maisie, (en anglais Maisie's Galaxy), aussi connue sous les noms  de CEERS J141946.36+525632.8 et de CEERS_16943 ) est une galaxie au décalage spectral de z = 11,4 qui existait 390 millions d'années après le début de l’Univers.

## Découverte
Découverte en juillet 2022 à l'aide du télescope spatial James Webb (JWST) dans le cadre du programme CEERS (Cosmic Evolution Early Release Science Survey), la galaxie de Maisie présente un taux élevé de formation d'étoiles.
En février 2023, les équipes du programme CEERS ont suivi des galaxies candidates à fort décalage spectral avec l’instrument NIRSpec (Near-Infrared Spectrograph) du Télescope spatial James Webb pour mesurer des décalages vers le rouge spectroscopiques précis. Il a été confirmé qu'une des candidates observées (la galaxie de Maisie) se trouve à un décalage vers le rouge, fondé sur la discontinuité lyman-α et la raie d'émission [O II], de z = 11,4, soit lorsque l'univers avait 390 millions d'années,.
Sa masse stellaire est de log10(M⋆/M⊙) = ∼ 8,5, soit équivalente à 316,23 millions d'étoiles de masse solaire.
Cette galaxie lointaine a été nommée ainsi en l’honneur de la fille de neuf ans de Steven L. Finkelstein, son découvreur.